# Ascoli Calcio 1898 1993-1994
Questa pagina raccoglie le informazioni riguardanti l'Ascoli Calcio 1898 nelle competizioni ufficiali della stagione 1993-1994.

## Stagione
Nella stagione 1993-1994 l'Ascoli allenato da Angelo Orazi disputa il campionato di Serie B, ottiene il settimo posto in classifica con 40 punti. Alla vigilia gode dei favori del pronostico Fiorentina a parte, ma di fatto non riesce ad inserirsi ai vertici del campionato ricalcando il percorso del campionato scorso. Chiude con 19 punti il girone di andata, mentre nel girone discendente con in panchina il nuovo allenatore Mario Colautti raccoglie qualche punticino in più, senza però mai rientrare nella lotta per la promozione. Ottimo l'apporto di 17 reti del tedesco Oliver Bierhoff in fase realizzativa, un lusso per la categoria. In Coppa Italia i bianconeri superano l'Acireale nel primo turno, ma escono nel secondo per mano del Torino.

## Rosa
| N. |                     | Ruolo | Calciatore              |
| -- | ------------------- | ----- | ----------------------- |
|    | Germania (bandiera) | A     | Oliver Bierhoff         |
|    | Italia (bandiera)   | P     | Marco Bizzarri          |
|    | Italia (bandiera)   | C     | Giovanni Bosi           |
|    | Italia (bandiera)   | C     | Luigi Bugiardini        |
|    | Italia (bandiera)   | D     | Massimiliano Cacciatori |
|    | Italia (bandiera)   | C     | Carlo Cavaliere         |
|    | Italia (bandiera)   | A     | Stefano Cuccù           |
|    | Italia (bandiera)   | C     | Fiorenzo D'Ainzara      |
|    | Italia (bandiera)   | D     | Giovanni Di Rocco       |
|    | Italia (bandiera)   | D     | Salvatore Fusco         |
|    | Italia (bandiera)   | A     | Giuseppe Incocciati     |
|    | Italia (bandiera)   | C     | Giampiero Maini         |

| N. |                      | Ruolo | Calciatore           |
| -- | -------------------- | ----- | -------------------- |
|    | Italia (bandiera)    | D     | Osvaldo Mancini      |
|    | Italia (bandiera)    | D     | Carmelo Mancuso      |
|    | Italia (bandiera)    | D     | Luca Marcato         |
|    | Italia (bandiera)    | C     | Michele Menolascina  |
|    | Italia (bandiera)    | D     | Carlo Pascucci       |
|    | Italia (bandiera)    | C     | Angelo Pierleoni     |
|    | Italia (bandiera)    | A     | Pasquale Sanseverino |
|    | Italia (bandiera)    | A     | Giovanni Spinelli    |
|    | Argentina (bandiera) | C     | Pedro Troglio        |
|    | Italia (bandiera)    | D     | Francesco Zanoncelli |
|    | Italia (bandiera)    | P     | Giuseppe Zinetti     |

## Risultati

### Campionato

#### Girone di andata
| Arbitro: | Bettin (Padova) |

|             |           |  |
| Troglio 78’ | Marcatori |  |

| Modena 5 settembre 1993 2ª giornata | Modena          | 0 – 0 | Ascoli | Stadio Alberto Braglia\| Arbitro: \| Nicchi (Arezzo) \| |
| Arbitro:                            | Nicchi (Arezzo) |       |        |                                                         |

| Arbitro: | Treossi (Forlì) |

|                                 |           |                |
| Ripa 45’ M. Bizzarri 75’ (aut.) | Marcatori | 80’ Zanoncelli |

| Arbitro: | Rosica (Roma) |

|                              |           |            |
| Maini 18’, 51’ Cavaliere 79’ | Marcatori | 13’ Lunini |

| Arbitro: | Pellegrino (Barcellona Pozzo di Gotto) |

|                         |           |          |
| Scugugia 13’ Hubner 69’ | Marcatori | 3’ Maini |

| Arbitro: | Luci (Firenze) |

|                |           |           |
| Incocciati 40’ | Marcatori | 79’ Lemme |

| Arbitro: | Braschi (Prato) |

|                                                     |           |           |
| Barone 19’ (rig.) Tovalieri 45’ Gautieri 69’ (rig.) | Marcatori | 59’ Maini |

| Arbitro: | Arena (Ercolano) |

|                                                     |           |                                            |
| Bierhoff 29’ Troglio 31’ Pascucci 67’ Pierleoni 85’ | Marcatori | 13’ Schenardi 47’, 50’ Ambrosetti 86’ Hagi |

| Arbitro: | Dinelli (Lucca) |

|                     |           |              |
| Sorbello 79’ (rig.) | Marcatori | 85’ Bierhoff |

| Arbitro: | Franceschini (Bari) |

|              |           |  |
| Bierhoff 69’ | Marcatori |  |

| Arbitro: | Boggi (Salerno) |

|                       |           |  |
| Zanoncelli 50’ (aut.) | Marcatori |  |

| Arbitro: | Pacifici (Roma) |

|                           |           |  |
| Pierleoni 21’ Troglio 86’ | Marcatori |  |

| Lucca 28 novembre 1993 13ª giornata | Lucchese           | 0 – 0 | Ascoli | Stadio Porta Elisa\| Arbitro: \| Bolognino (Milano) \| |
| Arbitro:                            | Bolognino (Milano) |       |        |                                                        |

| Arbitro: | Bazzoli (Merano) |

|                               |           |                   |
| Pascucci 8’ Bierhoff 58’, 89’ | Marcatori | 77’ (rig.) Longhi |

| Arbitro: | Treossi (Forlì) |

|                |           |  |
| Zanoncelli 15’ | Marcatori |  |

| Arbitro: | Cardona (Milano) |

|                    |           |  |
| Vecchiola 64’, 88’ | Marcatori |  |

| Arbitro: | Borriello (Mantova) |

|              |           |           |
| Bierhoff 41’ | Marcatori | 14’ Rocco |

| Arbitro: | Racalbuto (Gallarate) |

|                          |           |              |
| Cerbone 62’ Petrachi 66’ | Marcatori | 70’ Bierhoff |

| Arbitro: | Bonfrisco (Monza) |

|           |           |             |
| Maini 51’ | Marcatori | 77’ Bonaldi |

#### Girone di ritorno
| Ravenna 23 gennaio 1994 20ª giornata | Ravenna          | 0 – 0 | Ascoli | Stadio Bruno Benelli\| Arbitro: \| Baldas (Trieste) \| |
| Arbitro:                             | Baldas (Trieste) |       |        |                                                        |

| Arbitro: | Quartuccio (Torre Annunziata) |

|                                    |           |  |
| Maini 35’ Bierhoff 45’, 72’ (rig.) | Marcatori |  |

| Ascoli Piceno 6 febbraio 1994 22ª giornata | Ascoli          | 0 – 0 | Fidelis Andria | Stadio Cino e Lillo Del Duca\| Arbitro: \| Nicchi (Arezzo) \| |
| Arbitro:                                   | Nicchi (Arezzo) |       |                |                                                               |

| Arbitro: | Dinelli (Lucca) |

|                       |           |  |
| Ficcadenti 14’ (rig.) | Marcatori |  |

| Arbitro: | Luci (Firenze) |

|              |           |  |
| Bierhoff 47’ | Marcatori |  |

| Arbitro: | Borriello (Mantova) |

|  |           |                |
|  | Marcatori | 13’ Zanoncelli |

| Arbitro: | Braschi (Prato) |

|              |           |             |
| Bierhoff 26’ | Marcatori | 37’ Alessio |

| Arbitro: | Trentalange (Torino) |

|          |           |              |
| Neri 31’ | Marcatori | 19’ Bierhoff |

| Arbitro: | Franceschini (Bari) |

|              |           |  |
| Bierhoff 69’ | Marcatori |  |

| Arbitro: | Treossi (Forlì) |

|                    |           |  |
| Soda 46’, 70’, 87’ | Marcatori |  |

| Arbitro: | Ceccarini (Livorno) |

|              |           |  |
| Bierhoff 87’ | Marcatori |  |

| Arbitro: | Fucci (Salerno) |

|                |           |              |
| Manighetti 52’ | Marcatori | 59’ Bierhoff |

| Ascoli Piceno 24 aprile 1994 32ª giornata | Ascoli           | 0 – 0 | Lucchese | Stadio Cino e Lillo Del Duca\| Arbitro: \| Cardona (Milano) \| |
| Arbitro:                                  | Cardona (Milano) |       |          |                                                                |

| Arbitro: | Collina (Viareggio) |

|               |           |  |
| Simonetta 51’ | Marcatori |  |

| Arbitro: | Racalbuto (Gallarate) |

|                                                        |           |              |
| Batistuta 36’, 54’ Robbiati 44’, 74’ Baiano 90’ (rig.) | Marcatori | 83’ Bierhoff |

| Arbitro: | Amendolia (Messina) |

|                |           |  |
| Zanoncelli 45’ | Marcatori |  |

| Arbitro: | Cesari (Genova) |

|                  |           |  |
| Rocco 54’ (rig.) | Marcatori |  |

| Arbitro: | Rosica (Roma) |

|                                           |           |                         |
| Menolascina 44’ Bierhoff 49’ Spinelli 78’ | Marcatori | 20’ (rig.), 77’ Cerbone |

| Vicenza 5 giugno 1994 38ª giornata | Vicenza             | 0 – 0 | Ascoli | Stadio Romeo Menti\| Arbitro: \| Franceschini (Bari) \| |
| Arbitro:                           | Franceschini (Bari) |       |        |                                                         |

## Coppa Italia
| Arbitro: | Dinelli (Lucca) |

|  |           |                |
|  | Marcatori | 36’ Zanoncelli |

| Arbitro: | Bettin (Padova) |

|                       |           |                             |
| Zanoncelli 84’ (rig.) | Marcatori | 45’, 46’ Silenzi 80’ Annoni |

| Torino 28 ottobre 1993 2º turno - Ritorno | Torino              | 0 – 0 | Ascoli | Stadio delle Alpi\| Arbitro: \| Borriello (Mantova) \| |
| Arbitro:                                  | Borriello (Mantova) |       |        |                                                        |